# Jan Samuel Miklaszewski

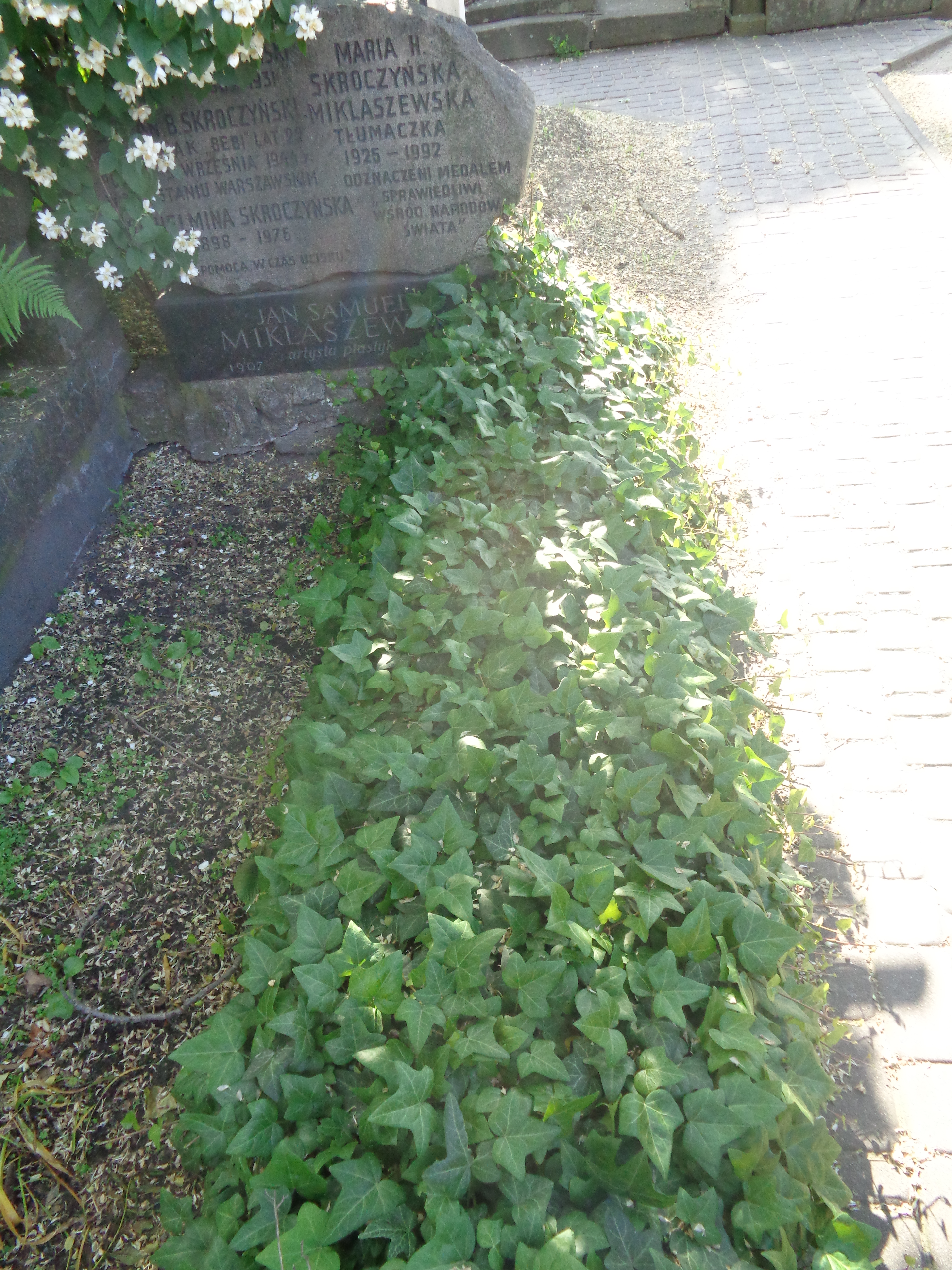
Grób Jana Samuela Miklaszewskiego na cmentarzu Powązkowskim w Warszawie

Jan Samuel Miklaszewski (ur. 16 czerwca 1907, zm. 28 lutego 1982) – polski grafik,  ilustrator, projektant znaczków pocztowych i rzeźbiarz.

## Życiorys
Był synem Antoniego. Ukończył Gimnazjum Męskie im. Jana Zamoyskiego w Lublinie. Jeszcze jako gimnazjalista założył z kolegami grupę artystyczną „Elipsa”. Grupa, do której należeli też m.in. Witold Chomicz, Henryk Donga i Czesław Stefański, mimo że składała się z młodocianych artystów, była prawdopodobnie najbardziej awangardową formacją artystyczną w ówczesnym Lublinie. Jej członkowie inspirowali się kubizmem, futuryzmem i formizmem.
W 1939 uzyskał dyplom Akademii Sztuk Pięknych w Warszawie. W latach 1945–1949 był wykładowcą Państwowego Liceum Technik Plastycznych w Zakopanem, w okresie 1950–1960 – kierownikiem Pracowni Graficznej wydawnictwa Czytelnik, a od 1967 do 1969 – doradcą Wydawnictw Artystycznych i Filmowych.
Uprawiał grafikę warsztatową, użytkową i książkową. Ilustrował m.in. Elementarz Mariana Falskiego.
Jego żoną była poślubiona po wojnie Maria Skroczyńska-Miklaszewska (1925–1992), późniejsza znana tłumaczka. Podczas okupacji niemieckiej Maria pomagała wspólnie z rodziną w ukrywaniu i przechowywaniu Żydów w Warszawie, za co w 1985 rodzina Skroczyńskich została uhonorowana medalem Sprawiedliwy wśród Narodów Świata.
Został pochowany na cmentarzu Powązkowskim w Warszawie (kwatera 25 wprost-3-1).

## Wybrana twórczość

### Grafika
- Piłka nożna, 1951
- Jawory, 1951

### Ilustracje i opracowania graficzne książek
- Elementarz dla klasy I szkół powszechnych wiejskich, aut. Marian Falski, wyd. Państwowe Zakłady Wydawnictw Szkolnych, 1945
- Czytając Mickiewicza (okładka), aut. Julian Przyboś wyd. Czytelnik, 1950
- Mądremu biada (okładka), aut. Aleksander Gribojedow, wyd. Czytelnik, 1951
- Kąkol i pszenica (okładka), aut. Tadeusz Łomnicki, wyd. Czytelnik, 1951
- Sprawa pokoju – Wiersze i przemówienia, aut. Jarosław Iwaszkiewicz, wyd. Czytelnik, 1952
- Czarny potok, aut. Leopold Buczkowski, Instytut Wydawniczy „Pax”, 1954
- Alkad z Zalamei (okładka), aut. Pedro Calderón de la Barca, wyd. Czytelnik, 1954
- Rozdzióbią nas kruki, wrony..., aut. Stefan Żeromski, wyd. Czytelnik, 1956
- Listy z mojego młyna, aut. Alfons Daudet, wyd. Czytelnik, 1956
- Stary człowiek i morze, aut. Ernest Hemingway, wyd. PIW, 1956
- Trzystrunna gitara, aut. Nicolás Guillén, wyd. Czytelnik, 1957
- Wspomnienia starego księgarza (okładka), aut. Ludwik Fiszer, Czytelnik, 1959
- Kobiety i telefon (okładka), aut. Teodor Klon, wyd. Czytelnik, 1960
- Droga do nikąd aut. Aleksander Grin, wyd. Nasza Księgarnia, 1964,
- Kasztanek – Perła, aut. John Steinbeck, wyd. Czytelnik, 1965
- Wiązanki, aut. Tadeusz Kotarbiński, wyd. Czytelnik, 1973
- Czarny bocian, aut. Miklós Mészöly, wyd. Nasza Księgarnia, 1974
- Kwiecień, aut. Józef Hen, wyd. Czytelnik, 1979

### Znaczki pocztowe
- Tysiąclecie górnictwa polskiego (seria), 1961
- Dzień Znaczka 1966 roku, 1966
- Malarstwo europejskie w muzeach polskich (seria), 1967

## Wystawy
- 1948 – Doroczna Wystawa Grupy „Warszawa” SARP
- 1950 – I Ogólnopolska Wystawa Plastyki w Muzeum Narodowym w Warszawie
- 1961 – Wystawa Grafiki, Ilustracji Książkowej i Plakatu w Berlinie, Hamburgu i Kolonii
- 1961 – Wystawa plakatu w „Zachęcie”[2]

## Ordery i odznaczenia
- Złoty Krzyż Zasługi (11 lipca 1955)[7]
- Medal 10-lecia Polski Ludowej (19 stycznia 1955)[8]